# Bihunichthys
Bihunichthys is een monotypisch geslacht van straalvinnige vissen uit de familie van de stekelalen (Chaudhuriidae).

## Soort
- Bihunichthys monopteroides Kottelat & Lim, 1994